# Ерапегоу (Північна Кароліна)
Ерапегоу (англ. Arapahoe) — місто (англ. town) в США, в окрузі Памліко штату Північна Кароліна. Населення — 416 осіб (2020).

## Географія
Ерапегоу розташований за координатами 35°1′17″ пн. ш. 76°49′33″ зх. д. / 35.02139° пн. ш. 76.82583° зх. д. (35.021463, -76.825957).  За даними Бюро перепису населення США в 2010 році місто мало площу 5,62 км², уся площа — суходіл.

## Демографія
Згідно з переписом 2010 року, у місті мешкало 556 осіб у 217 домогосподарствах у складі 155 родин. Густота населення становила 99 осіб/км².  Було 252 помешкання (45/км²).
Расовий склад населення:
| - 88,3 % — білих - 5,4 % — чорних або афроамериканців - 1,4 % — вихідців з тихоокеанських островів - 0,2 % — корінних американців - 3,2 % — осіб інших рас |

До двох чи більше рас належало 1,4 %. Частка іспаномовних становила 8,8 % від усіх жителів.
За віковим діапазоном населення розподілялося таким чином: 22,8 % — особи молодші 18 років, 60,7 % — особи у віці 18—64 років, 16,5 % — особи у віці 65 років та старші. Медіана віку мешканця становила 40,5 року. На 100 осіб жіночої статі у місті припадало 101,4 чоловіків;  на 100 жінок у віці від 18 років та старших — 100,5 чоловіків також старших 18 років.
Середній дохід на одне домашнє господарство  становив 48 399 доларів США (медіана — 47 321), а середній дохід на одну сім'ю — 52 766 доларів (медіана — 50 385). Медіана доходів становила 39 531 долар для чоловіків та 30 885 доларів для жінок. За межею бідності перебувало 8,4 % осіб, у тому числі 11,1 % дітей у віці до 18 років та 0,0 % осіб у віці 65 років та старших.
Цивільне працевлаштоване населення становило 236 осіб. Основні галузі зайнятості: освіта, охорона здоров'я та соціальна допомога — 21,6 %, виробництво — 13,1 %, мистецтво, розваги та відпочинок — 12,3 %.